# Joaquín Alfonso Martí
Joaquín Alfonso Martí (València, maig de 1807 - Madrid, 1860) fou un enginyer i polític valencià, diputat a Corts durant el regnat d'Isabel II d'Espanya i acadèmic fundador de la Reial Acadèmia de Ciències Exactes, Físiques i Naturals.
Entre 1834 i 1837 va estudiar pensionat pel govern espanyol a l' Ecole Centrale des Arts et des Manufactures de París, on s'hi graduà com a enginyer civil químic. El 1844 va obtenir la càtedra de física al Conservatori d'Arts, on en seria secretari i director de 1851 a 1853, i després al Reial Institut Industrial. En 1847 fou un dels acadèmics fundadors de la Reial Acadèmia de Ciències Exactes, Físiques i Naturals i primer bibliotecari de la institució. Influït per Louis Auguste Blanqui, va participar en la tertúlia socialista Sociedad del Mortero reunida a la botiga del farmacèutic Domingo Capafons Piquer. Després de la vicalvarada fou diputat demòcrata radical per València a les Corts de 1854.